# ハリセンボン
ハリセンボン（針千本、魚虎）は、フグ目・ハリセンボン科（Diodontidae）に分類される魚の総称。狭義にはその中の一種・学名 Diodon holocanthus を指す。体表に多数の棘があり、フグと同様体を膨らませてイガグリのような状態になることでよく知られている。
別名、トゲフグ、ハリフグ(箴疵)、バラフグ、イラフグ、カゼフグ、スズメフグなど。沖縄方言ではアバサーという。

## 特徴
ハリセンボン科の魚は全世界の熱帯から温帯に広く分布し、6属20種類ほどが知られている。全長は15cmほどのものから70cmを超えるものまで種類によって異なる。
腹びれがないこと、顎の歯が癒合していること、皮膚が厚いこと、敵に襲われると水や空気を吸い込んで体を大きく膨らませること、肉食性であることなど、フグ科と共通した特徴を多く持っている。ただし、フグ科の歯は上下2つずつ、合計4つになっているのに対し、ハリセンボン科の歯は上下1つずつ、合計2つである。科のラテン語名 Diodontidae（2つの歯）もここに由来する。毒はないとされているが、ハリセンボンに対する検査数がいまだ十分ではないため卵巣などの部位の毒性については断定できないと指摘されている。

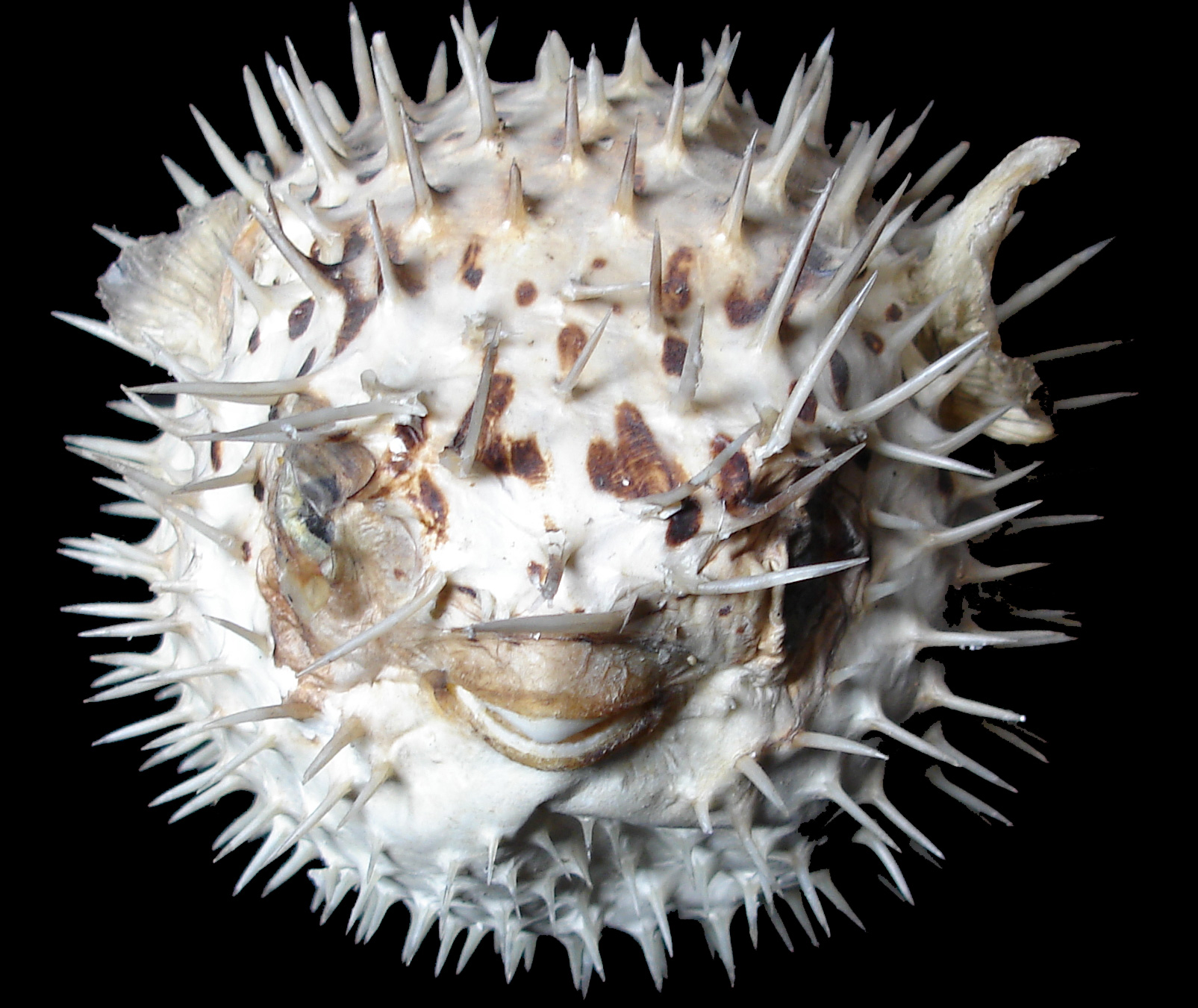
膨らんだハリセンボン

この科のもっともわかりやすい特徴は体表に鱗が変化したたくさんの鋭い棘があることである。「針千本」という和名も"Porcupinefish"（Porcupine=ヤマアラシ）という英名もここに由来する。なお、過去の調査例によると約千尾のハリセンボンの針の数の平均は369本であった。この棘は普段は寝ているが、体を膨らませた際には直立し、敵から身を守ると同時に自分の体を大きく見せるのに役立つ。ただしイシガキフグなどは棘が短く、膨らんでも棘が立たない。
浅い海の岩礁、サンゴ礁、砂底に生息する。他のフグ目の魚と同様に胸びれ、尻びれ、背びれをパタパタと羽ばたかせながらゆっくりと泳ぐ。食性は肉食性で、貝類、甲殻類、ウニなどさまざまな底生生物（ベントス）を捕食する。丈夫な歯で貝殻や甲羅、ウニの殻なども噛み砕いて食べる。
本来は熱帯性の魚だが暖流に乗って北上し、水温が低下する冬季に海岸部に大量に漂着することがある。これらの漂着個体は水温が低すぎるため繁殖できずに死ぬ（死滅回遊）。

## おもな種類
ハリセンボン属 Diodon (Linnaeus, 1758)
- ハリセンボン Diodon holocanthus (Linnaeus, 1758) (Long-spined porcupinefish)

全長40cmほど。体に小さな黒い斑点がたくさんあるが、ひれには斑点がないことでネズミフグと区別できる。体色は褐色系だがまだら模様などには変異がある。全世界の熱帯・温帯に分布し、日本では函館市の一部、本州以南に分布する。
- ネズミフグ D. hystrix (Linnaeus, 1758) (Spot-fin porcupinefish)

全長70cmほど、最大で80cm以上に達する大型種。体にもひれにも小さな黒い斑点がたくさんある。大型個体はかなり細身になる。
- ヒトヅラハリセンボン D. liturosus (Shaw, 1804) (Black-blotched porcupinefish)

全長50cmほど。体にはまだら模様があるが、これらのまだらが白で縁取られることでハリセンボンと区別できる。他の種類よりやや南方系で、インド洋から西太平洋の熱帯域に分布する。日本では紀伊半島以南に分布する。
イシガキフグ属 Chilomycterus (Brisout de Barneville, 1846)
- イシガキフグ Chilomycterus reticulatus (Linnaeus, 1758) (Spotfin burrfish)

全長60cmほど。体にもひれにも小さな黒い斑点がたくさんある。棘は短く、体を膨らませてもハリセンボンほどではない。
メイタイシガキフグ属 Cyclichthys Kaup, 1855
- メイタイシガキフグ Cyclichthys orbicularis (Bloch, 1785)
- イガグリフグ Cyclichthys spilostylus (Leis & J. E. Randall 1982)

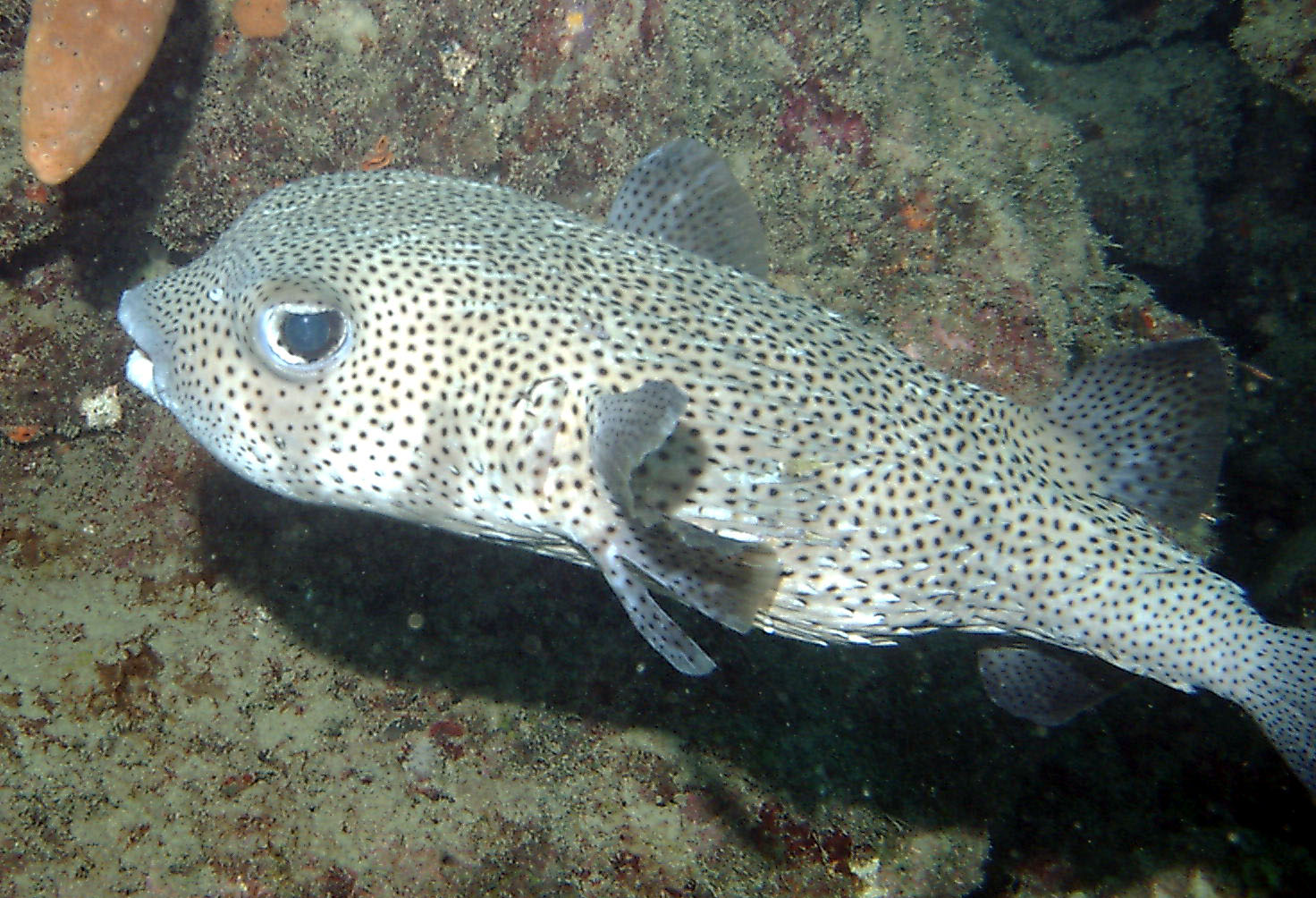
ネズミフグ D. hystrix Linnaeus, 1758
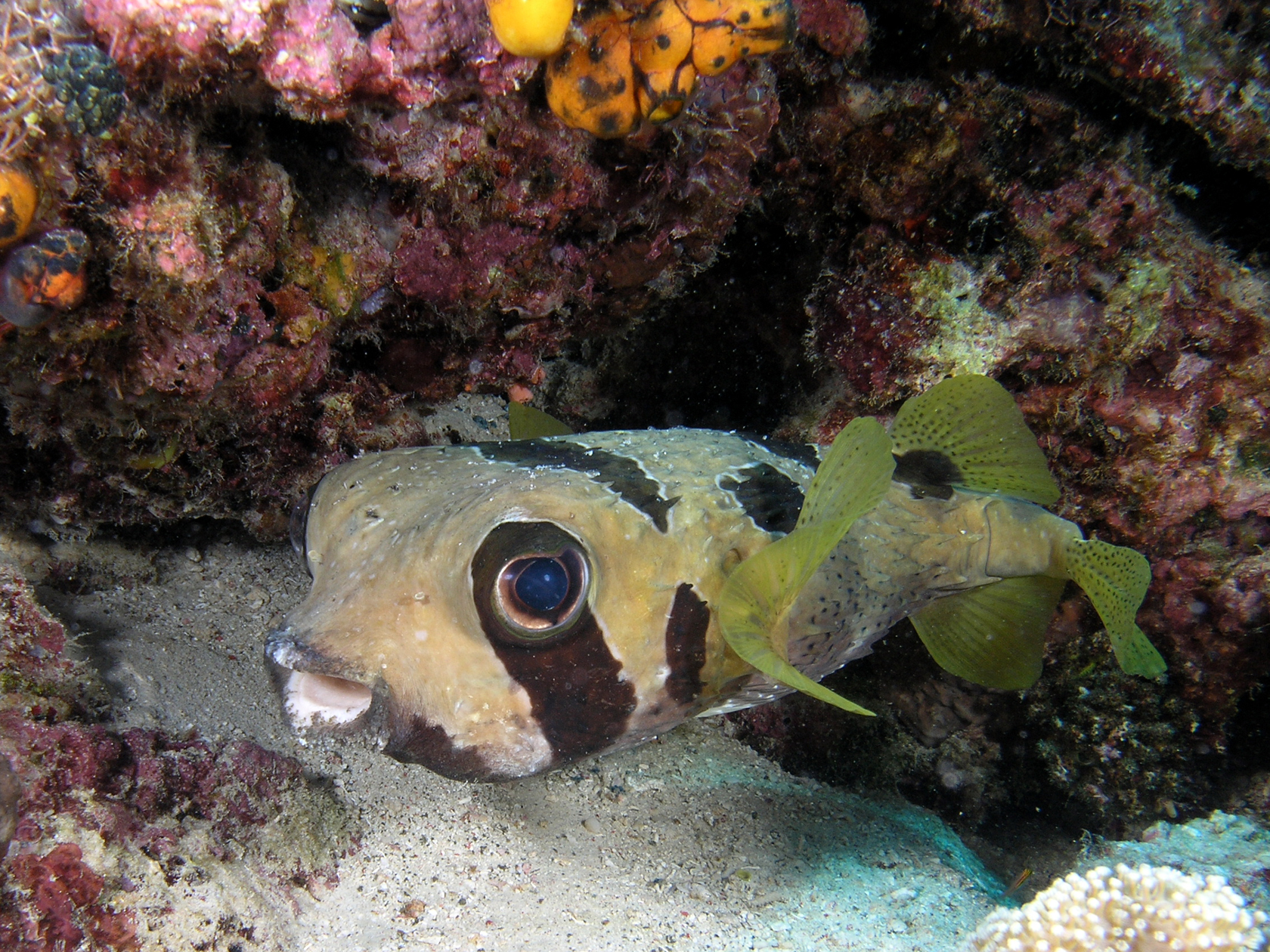
ヒトヅラハリセンボン D. liturosus Shaw, 1804
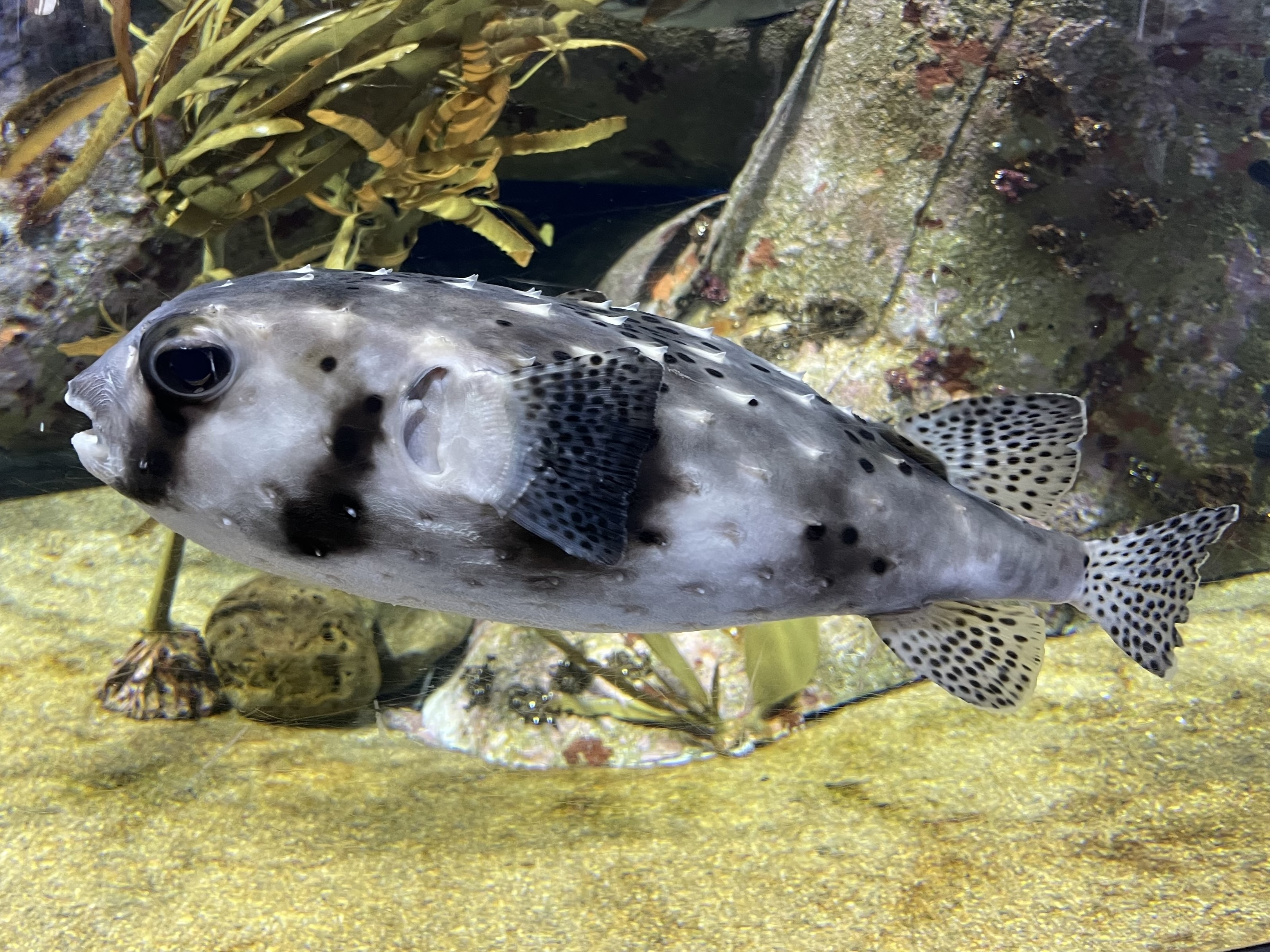
イシガキフグ Chilomycterus reticulatus Linnaeus, 1758

## 画像

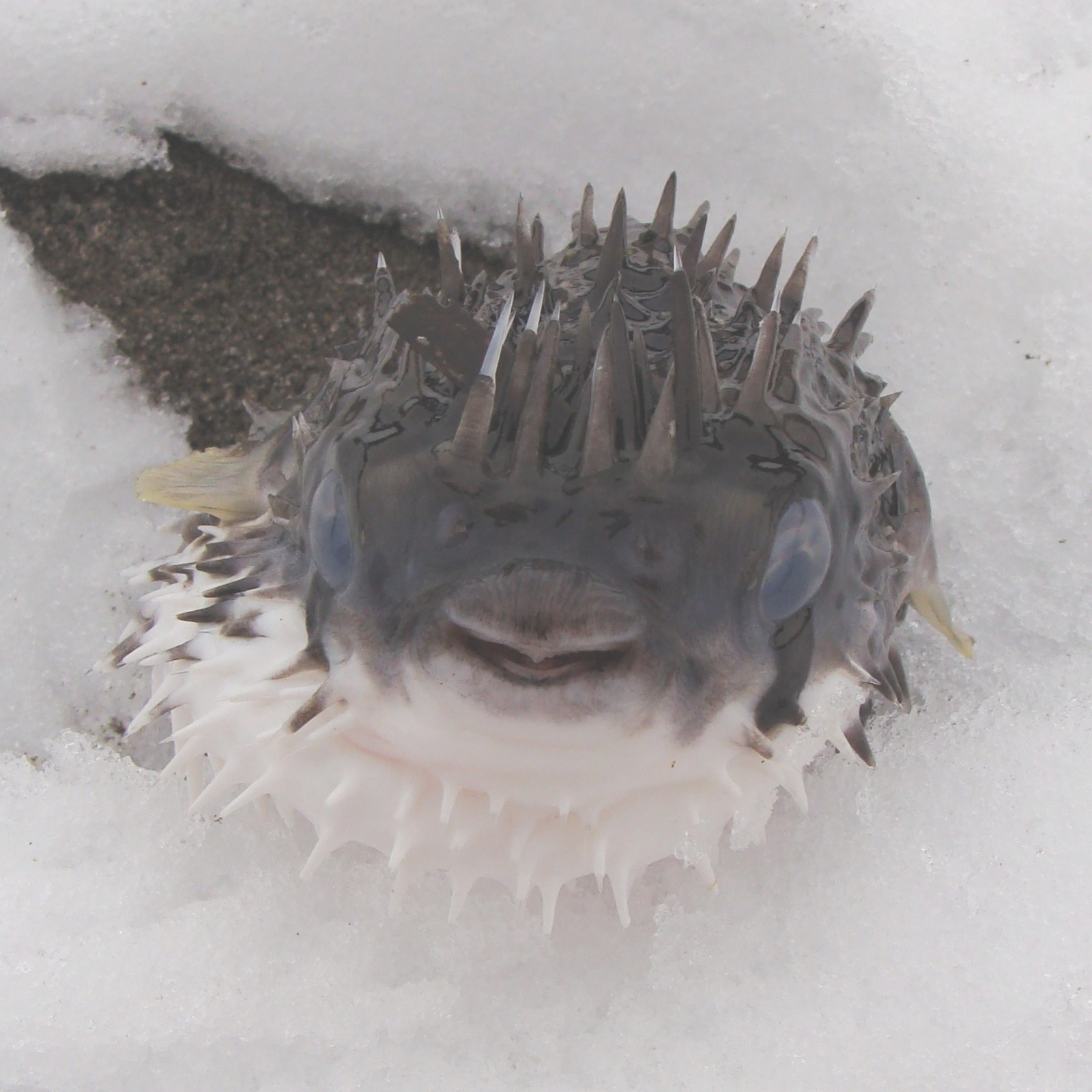
青森県青森市合浦公園にて撮影
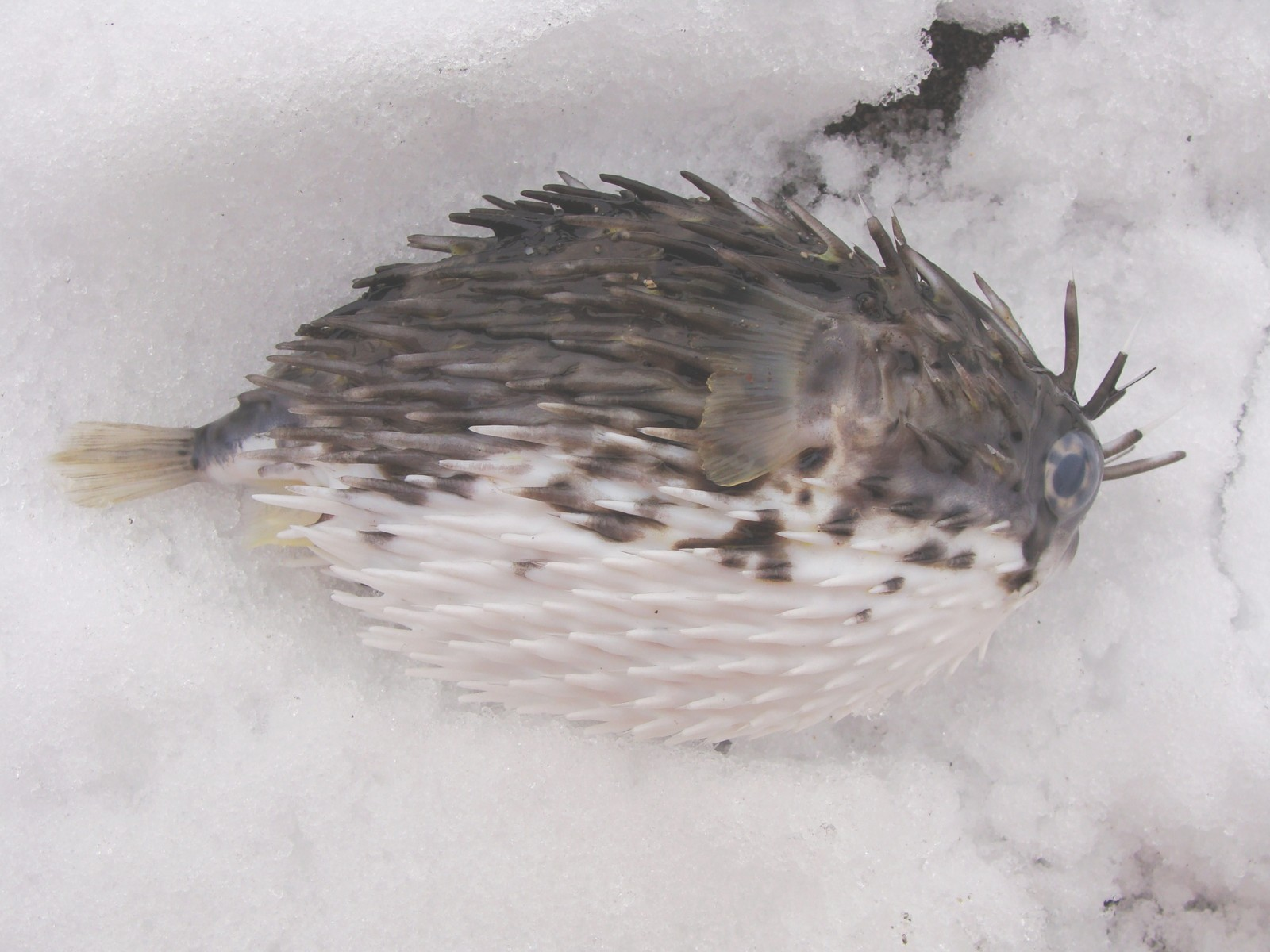
（同様）
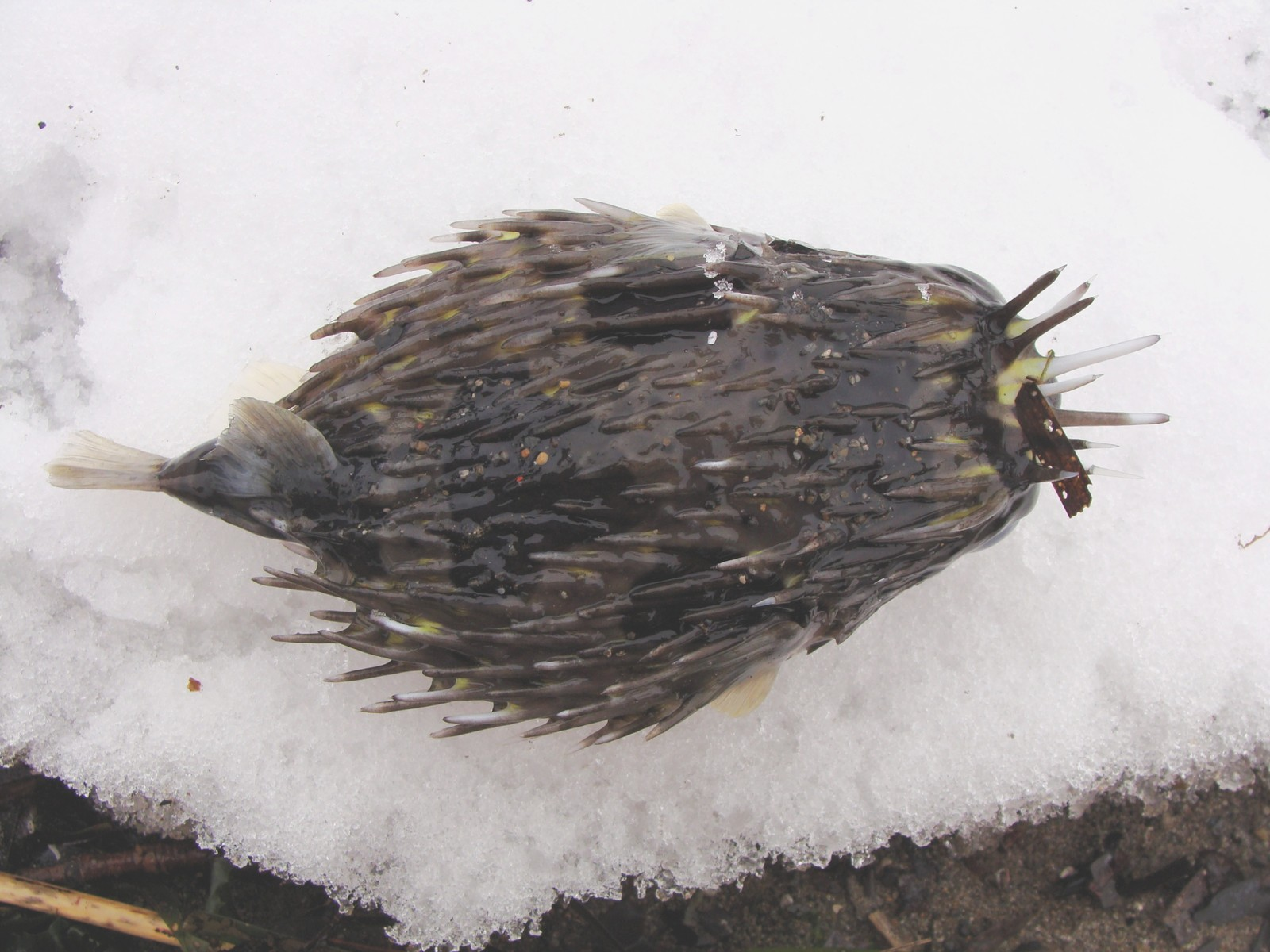
（同様）
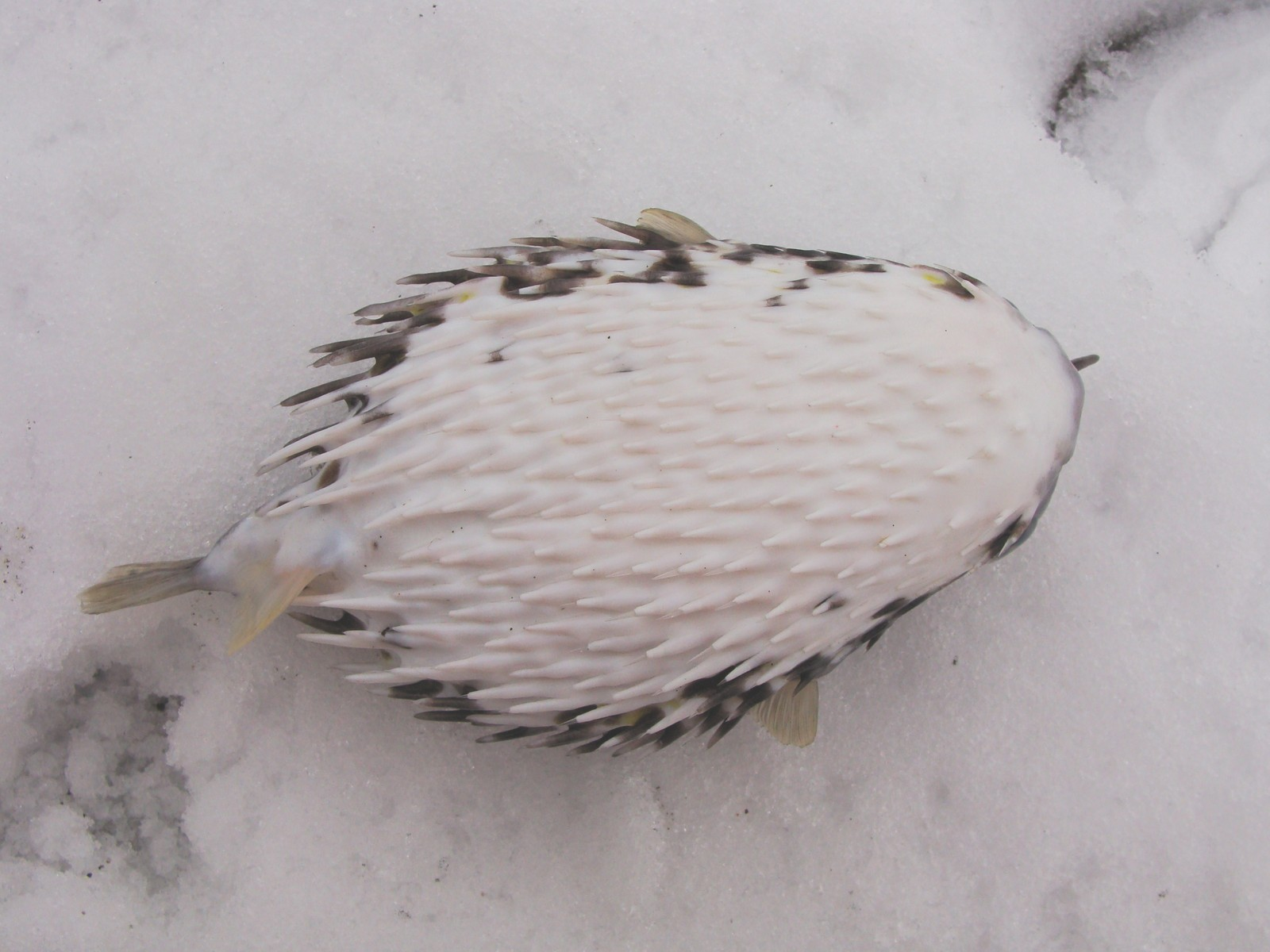
（同様）

## 利用

### 剥製
「フグちょうちん」と同様に膨らんだ状態の剥製が土産物として各地で販売される。

### 食用
大型のものは棘を皮ごと取り除き、鍋料理、味噌汁、唐揚げ、刺身など食用になるが、可食部が非常に少なく一般的ではない。沖縄ではハリセンボンのことを「アバサー」と呼び、「アバサー汁」は沖縄料理の一つにも挙げられる。台湾の澎湖諸島ではハリセンボンの刺身や、棘を抜いた皮の湯引きが名物である。ただし、多くのハリセンボンは棘が鋭く扱いに要注意である。
フグの仲間ながら毒は持っていないとされているものの、未解明の点も多い。卵巣については無毒とする報告がある一方、沖縄県の漁師への聞き取り調査などでは卵巣は有毒として廃棄される例も報告されている。ハリセンボンに対する検査数がいまだ十分ではないため、卵巣などの部位の毒性や食用の可能性を断言することはできないとされている。そのため食品衛生法にもとづく厚生労働省通知（処理等により人の健康を損なうおそれがないと認められるフグ21種類及び部位）ではハリセンボン科に属するハリセンボン、イシガキフグ、ヒトヅラハリセンボン、ネズミフグについては肝臓及び卵巣を食べられない部位としている。

### 武具
キリバス共和国ギルバート諸島では、ハリセンボンから作ったトゲ付き兜を使用した。

### シンボル・マスコット

OpenBSDのマスコット・Puffy

- OpenBSD - Unix系のBSDオペレーティングシステムで、マスコットにハリセンボンのようなフグが使われている。

## 被害
ハリセンボンが大量発生して網にかかった場合、一斉に体を膨らませ、とげを立てるために漁獲した魚が傷つき、商品価値がなくなってしまうことがある。このため、ハリセンボンの大量発生は漁業被害にもつながっている。